# テレビの消えた日
『テレビの消えた日』（テレビのきえたひ、Day when television disappeared）
は2007年8月31日に日本のアダルトゲーム制作ブランド・ケロQの姉妹ブランド、プチケロQより発売された、18歳未満購入禁止のパソコンゲーム（アダルトゲーム）ソフトである。対応OSは日本語版Microsoft Windows 98SE/2000/ME/XP。DVD-ROM1枚。

## あらすじ
12年前、太陽系に新たな彗星が加わった。その彗星は今まであったどの彗星よりも巨大であり、地球最接近時にはその彗星の持つ磁場により地球へ大規模な電波不通をもたらした。
電波が失われたことにより、テレビを付けても電波を通じての放送が受信できず、画面が砂嵐状態のままであったことからこの彗星は通称『テレビの消えた日』と呼ばれる。
地球から電波が失われた日、主人公・美作慎吾は父の上司である穂坂健一が意図的に引き起こした電波障害を利用した飛行機事故によって、家族を失ってしまう。その事実を知った慎吾は、いつか穂坂に復讐することを誓った。
12年後、慎吾の通う高校に、穂坂の愛娘・七海が入学する。慎吾は、彼女を貶めることで穂坂への復讐を決意する。

### エンディング
七海ルート
ある日、慎吾は小説を読み、その内容が家族を失った飛行機事故と全く同じであることに気づく。
実は、慎吾の両親の死因は飛行機事故ではなく、慎吾が料理を手伝おうとしたことによるガス中毒であり、七海の正体も彼の実妹・七瀬芽生であることが判明する。
そして、すべてを知った二人は恋人として結ばれる。
真尋ルート
真尋は慎吾を好いていたが、彼が真尋の姉・美尋と関係を持っていたことでなかなか言い出せなかった。そしてある日、真尋は告白し、二人は結ばれる。
奈穂ルート
奈穂は義父からレイプされて以来、性的に乱れた生活を送っていたが、慎吾はそれを受け入れ、二人は結ばれる。
流琉ルート
慎吾は流琉と付き合うも、やがて別れを切り出されてしまう。だが、このことがきっかけで、彼は流琉が好きなことを気づき、二人は再び付き合う。

## 登場人物
美作慎吾（みまさか しんご）
本作の主人公。人付き合いに関しては少し面倒くさがりな所があるが、同級生の女子からは人気がある。少年時代はヤンチャな子供で、母親の言いつけを素直に受け入れられない時もしばしばあった。奈穂からの愛称は「ミマー」
穂坂七海（ほさか ななみ）
声：本山美奈
身長: 159cm, B: 85cm, W: 55cm, H: 82cm
調教パートのメインヒロイン。目立つような行動は少なく、基本的におとなしく装っている。性格は少しばかりぼけているが、時折強気に出ることもある。愛称は「ナナ」、「ナナっち」
若名真尋（わかな まひろ）
声：かわしまりの
身長: 160cm, B: 82cm, W: 54cm, H: 83cm
慎吾の幼馴染みであり、唯一慎吾が本心を出せる存在。眼鏡をかけていることで子供の頃によくいじめられていたが、よく慎吾に助けてもらっていた。美尋という姉がいる。奈穂からの愛称は「わかにゃん」
奥山奈穂（おくやま なほ）
声：金田まひる
身長: 138cm, B: 65cm, W: 48cm, H: 68cm
七海の親友であり、流琉とは幼少からの付き合い。子供っぽい外見で中身も子供っぽく、毒舌を吐き捨てては流琉に殴られる繰り返し。愛称(自称)は「ナホ様」、「ナホぴー」だが、そのぶっ飛んだ言動や行動から「アホぴー」とも呼ばれる。
仙川流琉（せんかわ ながる）
声：野神奈々
身長: 171cm, B: 81cm, W: 58cm, H: 85cm
七海の親友であり、奈穂とは幼少からの付き合い。外見はボーイッシュでお姉さん的な存在であるが、本人は可愛いと思われたい。自分の名前の「流琉」を気に入っている。極度の電波恐怖症で、携帯電話を見ただけでも怯えてしまう。奈穂からの愛称は「ナガー」

## 制作スタッフ
- 原画 - 梱枝りこ
- シナリオ - 柚子璃刃
- 塗裝 - NAKAM、深森、梱枝りこ
- 背景 - 吉田誠治
- プロゲラム - casper
- スクリプト - NEKOBASE、柚子璃刃
- op

光差す世界　歌手：monet　作詞：柚子璃刃
- ed

君とふたりで　歌手：monet　作詞：柚子璃刃